# Pycnocentria evecta
Pycnocentria evecta är en nattsländeart som beskrevs av Mclachlan 1868. Pycnocentria evecta ingår i släktet Pycnocentria och familjen Conoesucidae. Inga underarter finns listade i Catalogue of Life.